# Clematis subtriternata
Clematis subtriternata är en ranunkelväxtart som beskrevs av Takenoshin Nakai. Clematis subtriternata ingår i släktet klematisar, och familjen ranunkelväxter. Inga underarter finns listade i Catalogue of Life.